# The Doctor Dances
"The Doctor Dances" (KBS 방영 제목: 〈닥터, 춤추다〉)는 영국의 SF 드라마 《닥터 후》의 첫번째 시리즈의 열 번째 에피소드이다. 2005년 5월 28일 영국에서 첫방송되었다. 두 파트로 나뉜 스토리의 후반부에 해당하며, 잭 하크니스 (존 바로우만 분)가 닥터의 동행자로 합류하게 된 계기를 다루고 있다. 전반부인 "The Empty Child"는 5월 21일에 방영되었다. 이 에피소드는 "The Empty Child"와 함께 2006년 휴고상의 최고의 드라마 프레젠테이션 단편 부문을 수상하였다.

## 줄거리
"The Empty Child"의 절정 부분에서 이어진다. 닥터와 로즈, 잭은 병원 안에서 얼굴에 가스 마스크가 접합된 채 누워 있던 환자들, 이른바 '공허한 아이들'에게 포위당한다. 닥터는 마치 화난 부모가 아이를 대하듯 환자들에게 방으로 크게 타이르는 전략을 쓴다. 그리고 어째서인지 그게 먹히면서, 환자들이 자기 자리로 되돌아가고 닥터 일행은 위기에서 벗어난다. 그리고 동시에 이 모든 '전염병'의 근원이 된 제이미도 낸시를 덮치기 직전에 뒤로 물러난다. 닥터 일행은 맨 처음 환자인 제이미가 있던 병실로 들어간다. 닥터는 그곳에서 제이미가 자기가 어디까지 해볼 수 있는지 아직도 알고 싶어하고, 머지않아 손을 쓸 수 없을 정도로 강해질 것이라고 말한다. 그러다 자기가 제이미더러 가버리라고 했던 그 '방'이 바로 일행이 서있는 이곳임을 알아차린 닥터는 급히 뒤를 돌아보는데, 아니나다를까 제이미가 출입구에 서 있었다.
제이미와 다른 환자들을 따돌리고 달아난 세 일행은 어느 방에 갇히게 된다. 잭은 순간이동으로 자기 우주선으로 복귀한 뒤 라디오에 음악을 틀어서 소년이 닥터와 로즈를 쫓으려 라디오를 쓰지 못하도록 방해한다. 방에서 나가기 위해 닥터가 문을 해독하는 사이 기다리던 로즈는 닥터에게 함께 춤추지 않겠냐고 권하고, 닥터가 받아들이는 찰나, 잭이 탄 출라선으로 순간이동되면서 없던 일이 된다. 닥터가 우주선에 떠다니던 나노유전자를 이용해 상처를 회복하는 사이, 잭은 자신이 원래 시간 요원이었지만 어느날 지난 2년간의 기억을 훔쳐가는 바람에 그들을 배신한 것이며, 언젠가 되찾고 싶다고 말한다. 한편 낸시는 철길의 은신처로 돌아와 다른 아이들을 만나고, 제이미가 쫓으려는 건 자신이기 때문에 자기와 함께 있으면 안전하지 않다고 일러둔다. 그런 뒤 폭탄이 떨어진 곳으로 향하겠다고 말하는데, 장소에 도착하기도 전에 병사들에게 붙잡히고 만다. 군인들에게 애원했지만 도리어 쇠고랑을 차고 경비병의 감시를 받는데, 어느새 그 경비병도 감염되어 얼굴이 가스마스크로 변하고 낸시는 위험에 처한다.
폭탄 추락 현장에 도착한 닥터와 로즈와 잭은 병사들의 얼굴이 바뀌는 모습을 목격하고 이제 공기로도 전염병이 전파되는 것을 알아차린다. 셋은 자장가로 경비병을 재워 용케 살아남은 낸시를 발견해 풀어준다. 닥터는 떨어진 폭탄으로 다가가 살펴보는데, 지난 에피소드의 첫 부분에서 닥터가 쫓았던 원통 물체와 똑같았다. 닥터는 이 폭탄이 빈 껍데기만 남은 출라 의료선이라고 밝힌다. 원래 의료선에는 나노유전자가 들어 있었음을 알게 된 닥터는 사람들의 모습이 바뀌는 것이 그 나노유전자 때문이며, 이전까지 사람의 형태를 분석해본 경험이 없던 나노유전자들이 가스마스크를 쓴 제이미의 시신을 모델로 삼아, 전 인류를 '치료'해 나가고 있는 것이라고 말한다. 출라는 전투 종족이기 때문에 의료선 역시 전장에서 쓰는 응급선이었으며, 그로 인해 의료선의 나노유전자들도 인간들을 변환시킬때 전투 능력을 향상시켜 나가는 것이었다.
닥터가 의료선을 개봉하려다 그만 경보를 작동시켜버리면서 모습이 바뀐 인간들을 전부 불러와 방어하도록 만들게 된다. 그 결과 병원에 있던 사람들이 전부 내려와 철도역으로 다가온다. 닥터는 제이미가 모델이었기 때문에 제이미가 지니고 있던 마음이 사람들을 조종하는 것이라고 보고, 이로 인해 사람들이 전부 엄마를 찾는데 집착하는 것이라고 결론을 내린다. 결국 여기까지 치닫게 되자 심란해진 낸시는 이 모든 상황이 자기 잘못이라고 털어놓고, 닥터는 제이미가 사실 낸시의 남동생이 아니라 아들이라는 것을 깨닫는다. 그사이 제이미는 계속 자기 엄마냐고 물으면서 출입문을 지나 낸시에게 다가간다. 닥터는 낸시에게 제이미더러 진실을 말해달라고 하고, 낸시는 제이미에게 다가가 껴안으며 그렇다고 말해준다. 그러자 나노유전자 구름이 둘 사이를 감싸면서, 낸시의 DNA가 제이미의 부모의 것과 같음을 식별하게 된다. 그렇게 나노유전자들은 정상으로 되돌아가고 제이미를 원상태로 고쳐놓는다. 닥터는 근처의 모든 나노유전자들을 불러모아, 모습이 바뀌어버린 사람들을에게 보내 올바른 모델과 비교해 전부 원상태로 바로잡도록 한다.
한편 독일군 폭탄이 추락 현장에 투하되는데 땅에 닿기 직전 잭이 우주선으로 붙잡아 우주 밖으로 끌어낸다. 그런 뒤 닥터는 모두가 안전하게 대피하면 자폭하도록 의료선을 설정해 두어, 미래 기술을 파괴하는 동시에 이 자리에 폭발이 있었다는 역사 기록에도 맞도록 해둔다. "모두가 살았다"며 기뻐한 닥터와 로즈는 타디스로 돌아간다. 우주선에 타고 있던 잭은 폭탄을 버리거나 터지기 전에 우주선에서 빠져나갈 수 없는 상황임을 파악한다. 폭파 카운트다운이 흘러가는 사이 잭은 술 한잔과 음악으로 마음을 달래며 죽음을 기다리다가, 우주선 뒤편으로 타디스가 정차해 있는 모습을 발견한다. 로즈와 닥터가 들어오라고 하자 잭은 재빨리 우주선을 버리며 타디스에 탑승하고, 타디스가 우주선에서 벗어나는 사이 셋은 음악을 깔고 다같이 춤을 춘다.

## 다른 에피소드와의 연관성
작중에서 잭은 폼페이가 사기치기 좋은 이상적인 곳이라며 '화산의 날' (화산 폭발일)에 맞춘 알람시계를 맞춰놓은 적이 있다고 농담을 한다. 빅 피니시 프로덕션의 오디오 드라마 <The Fires of Vulcan>에서도 7대 닥터와 멜이 불운의 도시 폼페이를 방문한 적이 있다. 나중에 10대 닥터 에피소드 "The Fires of Pompeii"에서도 '화산의 날'이라는 표현이 쓰이는데, 여기서는 실제로 베수비오 산이 분출하던 시기를 찾아간 것이었다.
에피소드에서는 잭이 51세기에서 왔다는 설정이 드러난다. 51세기는 닥터후 세계관에서 특히 중요한 시대인데, 대탈옥 사태가 벌어진 시기이자 인류가 별을 향하던 확장의 시대 (The Invisible Enemy)이며 K-9의 고향 시대이기도 하다. 51세기에 벌어진 역사적인 사건으로는 신빙하기, 준세계 대전, 시간여행 초창기 실험, 시간요원 결성과 악당 매그너스 그릴 (The Talons of Weng-Chiang)의 멸망 등이 있다. 10대 닥터 에피소드인 "The Girl in the Fireplace" 에피소드 일부와 "Silence in the Library"/"Forest of the Dead", "Time of Angels"/"Flesh and Stone" 에피소드 (전부 스티븐 모팻 작)에서도 51세기를 배경으로 삼았다. 작중 닥터는 잭의 소닉 블라스터가 빌런가드의 무기공장에서 만든 것임을 알아보고는 자기가 그 공장을 날려 버렸다고 넌지시 말한다. 또 그 공장이 있던 자리에 바나나를 심었다면서, "바나나 맛있잖아" (bananas are good)이란 대사를 외친다. 나중에 10대 닥터도 "The Girl in the Fireplace"에서 이 대사를 읊고는 자기가 18세기 프랑스에서 처음으로 바나나 칵테일을 발명했다고 주장한다.
<닥터 후 컨피덴셜>에서 밝혀진 바에 따르면 이 에피소드의 '춤'은 섹스를 은유한 것이라고 한다. 이 점을 감안해 보면 "닥터가 춤춘다고 해서 세상이 끝나기야 하겠어요" (The world doesn't end if the Doctor dances) 같은 대사나, 로즈가 닥터에게 춤 못출 거라고 하자 닥터가 화내는 장면, 그리고 끝에서 닥터가 춤을 어떻게 추는지 기억났다고 말하는 장면은, 닥터의 성생활과 그걸 드라마에서 다룰 수 있을지를 두고 오랫동안 이어져 온 논란을 언급하는 것임을 알 수 있다. 모팻은 "The Girl in the Fireplace" 에피소드에서도 이런 은유를 암시했는데, 퐁파두르 부인이 닥터에게 하는 대사인 "언제든 때가 오리라, 시간 여행자여. 어린 시절 그토록 외로웠던 남자가 춤을 배울 때가!"가 여기에 해당된다.
이전 에피소드와 마찬가지로 이번 에피소드에서도 배드 울프에 관한 언급은 계속된다. 잭이 탄 독일군 폭탄에 스텐실로 찍혀진 단어가 '슐레흐터볼프 (Schlechter Wolf)'인데, 독일어로 'Bad Wolf'와 같은 뜻이다. 설정상 미키의 홈페이지인 "Who is Doctor Who?"와 UNIT 홈페이지에서도 이날 터지지 않은 '술레흐터볼프' 폭탄에 관한 보고서를 걸어두고 있는데, 단순히 독일군의 공포 무기라기엔 좀더 무서운 것이 있었음을 암시하고 있다.

### 비평
- (영어) "The Doctor Dances"  리뷰 - The Doctor Who Ratings Guide
- (영어) "The Empty Child" / "The Doctor Dances"  리뷰 - The Doctor Who Ratings Guide